# Пауэр Гёрл
Пауэр Гёрл (англ. Power Girl, настоящее имя Кара Зор-Л, также известная как Карен Старр) — персонаж комиксов издательства DC Comics, первое появление которой состоялось в «All Star Comics» № 58 (январь/февраль, 1976 год).
Пауэр Гёрл — это аналог Супергёрл c Земли-2, находящейся в параллельной вселенной в Мультивселенной DC Comics. Её двоюродным братом также является Супермен — Кал-Л, двойник Кларка Кента с докризисной Земли-2. Перед гибелью Криптона, её родной планеты, родители Кары отправили её на космическом корабле в направлении Земли, что позволило ей спастись, как и её кузену. И хотя она покинула планету одновременно с Суперменом, её кораблю потребовалось больше времени, чтобы достигнуть Земли-2, из-за этого она появляется на Земле гораздо позже него.
Как и все криптонцы, она обладает сверхчеловеческой силой, не сравнимой с человеческой, и умеет летать, является членом Лиги справедливости Америки и первым её председателем. У неё спортивное телосложение, светлые волосы, классическая прическа — каре, одевается в отличительный бело-красно-синий костюм, у неё агрессивный стиль ведения боя. На протяжении всех выпусков All Star Comics, где состоялось её первое появление, она часто конфликтует с Диким Котом (персонажем комиксов DC), который относится к ней поначалу довольно пренебрежительно.
В ограниченных выпусках серии «Кризис на Бесконечных Землях» (англ. Crisis on Infinite Earths) 1985 года по сюжету была уничтожена Земля-2, в результате чего её биографию, как и биографии многих выживших после этих событий, изменили, криптонское происхождение было скрыто и она стала внучкой колдуна Ариона, жившего в Атлантиде. Однако в ходе событий, описанных в выпусках ограниченной серии «Бесконечный Кризис» (англ. Infinite Crisis) 2005—2006 годов, восстановлен её статус беженца с Криптона, разрушенного во вселенной докризисной Земли-2.

## История публикаций
Впервые такой персонаж, как «Power girl», упоминается в ноябре 1958 в комиксе Superman № 125 как «выдуманная история», приснившаяся Лоис Лейн, в которой она получает силу Супермена после переливания ей его крови. Персонаж снова появился в комиксах вселенной DC лишь почти 20 лет спустя в All-Star Comics № 58, в 1976 году, в роли двоюродной сестры Супермена.
С момента своего первого появления она находилась в составе различных команд вселенной DC Comics и книгах более широкой вселенной (таких как Infinity Inc., Хищные птицы и Лига справедливости) как до, так и после событий «Кризиса на Бесконечных Землях». У Пауэр Гёрл не было своей собственной серии до выхода серии комиксов «Power girl»(vol. 1) в 1988 году. Она также продолжала появляться в комиксах JLA (Justice League of America), в сериях комиксов про Супермена, а после в JSA (Justice Society of America).
Вторая мини-серия, посвящённая ей — комиксы JSA Classified № 1 сюжет «Power Trip» 2005 г. (выпуски 1—4), которая позже была собрана и выпущена в виде сборника.
После её появления в серии «Бесконечный кризис» (2005), а также в сериях комиксов JSA, Supergirl и других, Пауэр Гёрл стала довольно узнаваемым персонажем и получила свою первую крупную серию комиксов под названием «Power Girl (vol. 2)», выпущенную DC Comics. Первый выпуск серии вышел в июле 2009 года. Выпуски 1—12 были написаны Джимми Пальмиотти и Джастином Греем, нарисованы Амандой Коннер. Начиная с 13 выпуска, серию пишет Джадд Виник и рисует Сэми Басри. Согласно Comic Book Resources, серию «хвалят за её неординарность и юмор».
Пальмиотти, Грей и Коннер покинули серию после выпуска 12, Джимми Пальмиотти сказал перед уходом: «Аманда всегда говорила, что она может выпустить книгу года, и, как только мы начали выпускать серию, мы поняли, что мы просто не можем делать ту же самую серию с другим художником, тогда мы решили, что это хорошая идея — уйти с ней и дать другой команде показать себя». Виник взялся за текущую серию «Power girl (vol.2)» с художником Сэми Басри, с выпуска 13. Виник заявил, что сюжет серии менять не будут и действие комиксов останется в Нью-Йорке.

## Вымышленная биография персонажа

### Криптон-2
После того как отец Кары выясняет, что Криптон может вот-вот взорваться, он отправляет её на космическом корабле в сторону Земли. И хотя её корабль отправляется в то же время, что и корабль Супермена, Кара путешествует медленнее и прибывает на Землю спустя десятилетия после того, как её двоюродный брат прибыл на Землю. Космический корабль Кары оснащён всем для поддержания её в нормальном состоянии во время полёта и обеспечения жизненным опытом и образованием при помощи виртуальной реальности, а также позволяет ей общаться с виртуальными копиями своих родителей и криптонианскими знакомыми в её родном городе Кандор. К тому времени, когда она прибыла на Землю, Каре было около двадцати лет. В JSA Classified № 1 её возраст по прибытии был изменён до восемнадцати.

### Дебют Пауэр Гёрл
О существовании Пауэр Гёрл некоторое время широкой общественности не было известно. Кларк и его жена Лоис Лейн взяли её в свою семью, чтобы помочь ей адаптироваться к жизни на Земле. В своём первом приключении Кара помогает членам Общества правосудия Америки Флэшу и Дикому Коту с устранением последствий извержения вулкана в Китае. Затем она присоединяется к Робину и сформированному отряду Super Squad, чтобы помочь Обществу правосудия Америки. Позже она стала полноправным членом общества, когда Супермен ушёл из команды.
Впервые контакт между Пауэр Гёрл и вселенной Земли-1 случается в кроссовере Justice League of America № 147 (авторы Пол Левитц и Мартин Паско), где она выказывает симпатию к этой вселенной, говоря: «Знаешь, это гораздо более приятная версия Супермена».

### Потомок Атлантов
Ограниченная серия «Кризиса на Бесконечных Землях» 1985 года стёрла существование Земли-2, и история жизни Кары, таким образом, существенно изменилась. Первоначально она считает себя двоюродной сестрой Супермена, что являлось правдой до событий Кризиса на Бесконечных Землях. Однако после выясняется, что она является потомком колдуна из Атлантиды — Ариона. А также что она была заморожена и находилась в анабиозе в течение многих тысячелетий до наших дней.
После роспуска Общества справедливости Америки Пауэр Гёрл присоединяется к Лиге справедливости.
Позже, являясь членом Лиги справедливости Европы, она получает ряд смертельных травм, сражаясь с неизвестными существами. Супермен помогает вылечить её, используя свои способности, чтобы выполнить операцию на её неуязвимой коже. Хотя она и приходит в себя, но становится значительно слабее, так как теряет часть своих способностей и возможность летать. Тем не менее по прошествии некоторого времени все силы к ней возвращаются.
Во время событий серии Zero Hour 1994 года Пауэр Гёрл таинственным образом забеременела и родила сына, названного Equinox, который довольно быстро вырос. После чего исчез и никогда больше не упоминался в комиксах вселенной DC.
Пауэр Гёрл появлялась также в поздних выпусках серии Sovereign Seven Криса Клермонта. Однако в последнем выпуске было показано, что события в комиксе не имеют отношения к вселенной DC.
Она также была одной из первых агентов Оракула. Их недолгое партнёрство закончилось после неудачи миссии, вследствие которой погибло много людей. Кара считает, что плохое руководство Оракула стало причиной трагедии. Хотя она иногда работала с ней позже, когда это было необходимо, всё равно отношения между ними оставались очень натянутые.
Пауэр Гёрл — одна из ключевых членов Общества справедливости Америки, в которое она вступила, когда оно было реорганизовано в конце 1990-х. Во время одного из приключений с JSA она встречает Ариона, который рассказывает, что её история о происхождении в Атлантиде является ложью, придуманной им по просьбе её «матери».

### JSA Classified: Power Trip
Психо-Пират — один из персонажей, выживших после событий Кризиса, в попытке определения её личности показывает Карен несколько версий её происхождения, чем почти доводит её до безумия. В конце концов выясняется правда: она выжившая с Криптона из вселенной Земли-2.

### Другие выжившие
В событиях ограниченной серии Infinite Crisis, Кал-Л вместе с Лоис Лейн Кент с Земли-2, Алексом Лютором младшим с Земли-3 и Супербой-Праймом с Земли-Прайм находятся в некотором подобии райского измерения, в который они попали после окончания Кризиса. Оттуда они наблюдают ухудшающуюся обстановку и рост преступности на Земле и решают вернуться в посткризисную вселенную. После прибытия на Землю Лоис Лейн начинает слабеть и умирать, потому что эта вселенная не является её родной. Чтобы спасти её, они решают воссоздать Землю-2. Кларк находит Пауэр Гёрл и рассказывает ей о мультивселенной и событиях кризиса. Кал-Л также рассказывает ей докризисную историю о том, что она — его двоюродная сестра, но Кара ничего из этого не может вспомнить. Прикосновение умирающей Лоис с Земли-2 странным образом восстанавливает воспоминания Кары о докризисной Земле-2.

### Один год спустя
В выпусках серии One Year Later в серии Supergirl Каре приходится одеться в костюм Найтвинга в попытке освободить жителей Кандора от Ультрамена, маскирующегося под Кал-Эла, который вместе с Королевой Сатурна захватывает власть в бутылочном городе. Супергёрл под маской Флэймбёрда мешает пленению Пауэр Гёрл армией Ультрамена. Пауэр Гёрл вынуждена покинуть Кандор с Карой (против своей воли), после того как Королева Сатурна открывает Каре с Земли-1 информацию о её прошлом и предназначении. Это приводит к непониманию между ними, а Карен считает, что Супергёрл покидает терпящий бедствие город из-за эгоизма. Эта напряжённость их отношений по-прежнему видна при их следующих встречах.

### Индивидуальная серия
После принятия решения ещё раз использовать псевдоним Карен Старр она переезжает в Нью-Йорк и начинает восстанавливать Starr Enterprises, продолжая карьеру супергероини. Впоследствии она берёт на обучение подростка Терру, с которой она подружилась после событий, произошедших в мини-серии Terror Titans. После битвы Пауэр Гёрл с роботами в городе её похищает Ультра-Гуманайт, который хочет пересадить свой мозг в её тело. Используя свои способности, она побеждает злодея и спасает Нью-Йорк. Она также помогает трём потерявшимся принцессам с другой планеты и их телохранителю приспособиться к жизни на Земле, купив им дома в Рио-де-Жанейро, чтобы им было где жить, пока они не смогут вернуться на свою родную планету.
После уничтожения штаб-квартиры Общества справедливости Америки команда решает разделиться на два отдельных отряда. Пауэр Гёрл сотрудничает с Магогом, чтобы набрать молодёжную команду, названную JSA All-Stars.

### Темнейшая ночь
Она появляется также во время событий серии Blackest Night. Обе JSA команды собираются в Манхэттене, чтобы предотвратить вторжение Корпуса Чёрных Фонарей. Пара членов команды Чёрных Фонарей — это воскрешённые Кал-Л и Психо-Пират, снова погибшие в бою. Для Карен это становится большим потрясением, и она клянётся отомстить тем, кто стоит за их созданием.

### The New 52
После перезапуска комиксов DC в 2011 году Карен Старр появляется в серии «Мистер Потрясающий» как друг главного героя. Она по-прежнему является главой «Starr Enterprises».
Впоследствии Пауэр Гёрл появляется в новой серии Worlds' Finest, которая выходит с мая 2012 года. Вместе с Охотницей она попадает в нашу вселенную с Земли-2, где она была Супергёрл.

## Силы и способности
Силы и способности Пауэр Гёрл менялись в зависимости от серии, в которой она появлялась. Тем не менее практически всегда у неё присутствовали все обычные криптонианские способности, как у Супермена: суперсила, способность летать, суперскорость, неуязвимость, рентгеновское зрение, телескопическое, микро- и тепловидение, ледяное дыхание и суперслух. Пауэр Гёрл может летать без посторонней помощи в космосе, но не может находиться там бесконечно, и до выхода в космос она должна сделать глубокий вдох, чтобы не задохнуться в вакууме (сделав один глубокий вдох, она может летать в течение нескольких часов в космосе, но в конечном итоге должна пополнить запасы кислорода). Так как она из альтернативной вселенной Земли-2, криптонит с Земли-1 не влияет на неё никак, но она уязвима для магии.

## Внешность и костюмы
Создатель Пауэр Гёрл, Уолли Вуд, изобразил её как женщину с довольно большой грудью, чтобы её внешность отличалась от других женщин в комиксовой вселенной. В Wonder Woman № 34 (автор Гейл Симон) Дина Лэнс (Чёрная Канарейка) упоминает грудь Чудо-Женщины как вторую по размеру после Пауэр Гёрл в DC Universe, сравнивая её с «национальным достоянием». Хотя её стандартной причёской является каре, в некоторых комиксах её прическу изображали по-другому. Её классическим костюмом является обтягивающий белый купальник из спандекса с вырезом на груди. Но в выпусках серии Justice Legaue Europe её костюм был и закрытым жёлтым, и белым с синими полосами.
Вследствие того, что персонаж художники изображали как молодую женщину с большой грудью, это давало авторам возможность для развития как серьёзных, так и забавных ситуаций.
Например, в Justice League Europe № 37 она, отвечая на вопрос Кримсон Фокс о своём костюме, говорит: «Этот костюм показывает, кто я есть. Сильная и здоровая женщина. Если людям это не нравится, это их проблемы. Я не собираюсь извиняться за это».
Дизайн костюма Пауэр Гёрл очень сильно менялся на протяжении многих лет. Её классический костюм, показанный в All-Star Comics № 58, используется и сейчас. Это красный плащ и пояс, синие перчатки и сапоги, и белое боди с довольно большим вырезом декольте на груди (её форма и размер менялись в зависимости от художника, рисующего её). Некоторое время она изображалась в цельном костюме без выреза, в All-Star Comics № 64. Её оригинальный костюм был возвращён Джеффом Джонсом и Дэвидом Гойером в комиксах JSA.

## В других СМИ

### Телевидение
- Хотя такой персонаж, как Пауэр Гёрл, не появляется в мультсериале «Лига справедливости без границ» (англ. «Justice League Unlimited»), персонаж Галатея (озвученная актрисой Николь Том) основан именно на ней. Этот персонаж является клоном Супергёрл, созданной учёными из проекта «Кадмус».
- Девушка по имени Кара (в исполнении Эдрианн Палики) появляется в сериале «Тайны Смолвиля» в эпизоде «Сделка» 3 сезона.
- Ещё одна девушка по имени Кара (в исполнении Лауры Вандерворт) появилась в сериале в 7 сезоне. Она была впервые показана в эпизоде «Бизарро», спасая Лекса Лютора.

### Кино
- Пауэр Гёрл, озвученная Эллисон Мэк, появляется в полнометражном мультфильме «Супермен/Бэтмен: Враги общества».

### В массовой культуре
В эпизоде «Killed by Death» сериала «Баффи — истребительница вампиров» присутствует сцена флэшбека, в которой молодая Баффи изображает Пауэр Гёрл, когда играет со своей кузиной.
В 5 эпизоде 4 сезона сериала «Теория Большого взрыва» можно увидеть выпуск Power Girl № 14 на полке в магазине комиксов за Раджем.

### Видеоигры
Персонаж Пауэр Гёрл присутствует в MMORPG «DC Universe Online».
Пауэр Гёрл присутствует в игре «Injustice 2» как эксклюзивный скин для Супергёрл.